# 1941年 (プロコフィエフ)
交響組曲『1941年』 作品90 は、セルゲイ・プロコフィエフが作曲した管弦楽のための組曲。

## 概要
1941年にバルバロッサ作戦にてナチス・ドイツのソビエト侵攻が始まると、プロコフィエフは他の作曲家たちと共に8月にモスクワを離れて北コーカサスのナリチクへと避難した。1か月前から取り組んでいた本作の草稿を携えて疎開先に向かった彼は、秋ごろに全曲を完成させている。この時、同時に『戦争と平和』、弦楽四重奏曲第2番が作曲されていた。
初演は1943年1月21日にスヴェルドロフスク（現在のエカテリンブルク）で行われた。

## 楽器編成
フルート2、ピッコロ、オーボエ2、コーラングレ、クラリネット2、バスクラリネット、ファゴット2、コントラファゴット、ホルン4、トランペット2、トロンボーン2、テューバ、ティンパニ、大太鼓、トライアングル、ウッドブロック、スネアドラム、タンブリン、シンバル、ハープ、弦五部。

## 楽曲構成
全曲の演奏には約15分を要する。
3つの楽曲から構成される。括弧内は作曲者自身によるコメント。
1. In the Struggle – 「熱せられた戦いの情景、聴衆からは時に遠くに、また時に実際の戦場に居るかのように聞こえる。」
2. In the Night – 「詩的な夜の情景が差し迫った戦闘の緊張に妨げられる。」
3. For the Brotherhood of Man – 「勝利と人々の兄弟愛への意気揚々とした抒情的な賛歌。」

## 批判
ドミートリイ・ショスタコーヴィチはこの作品中の不出来な楽曲と展開の欠如を批判した。彼は素材が十分に展開されておらず、考え抜かれていないと思っていたのである。プロコフィエフの第1の親友であったニコライ・ミャスコフスキーですら本作を好んでいなかった。この組曲は明晰さと理解のしやすさを高めるために単純化されすぎており、それによって冷たく、抽象的で表現に乏しい印象を想起させると評されている。しかし、楽曲中には旋律豊かな素材も使われており、プロコフィエフは後年いくつかの着想やモチーフを使ってイーゴリ・サヴチェンコが大祖国戦争中の出来事を描いた映画『ウクライナ草原のパルチザンたち』（1942年、映画公開1943年）のための音楽を書いている。
1948年、党の役人だったティホン・フレンニコフは本作を大祖国戦争の重大事件を真に描くに値しない音楽であると看做し、中央委員会もこの作品には「非民主的、定式主義的傾向」があるとして非難した。雑誌『Sovetskaya muzika』（Советская музыка ソビエト音楽）も「組曲の音楽は時おり非常に詩的ではあるものの、我々の心の中で1941年という悲劇的な年と不可分に結びついた事件の核心を貫いてはいない」と述べている。この作品は未出版のままとなり、その後演奏曲目から除外されてしまった。